# Mailand
Mailand (italienisch Milano [miˈlaːno], lombardisch Milan [miˈlã(ŋ)], lateinisch Mediolanum) ist mit rund 1,4 Millionen Einwohnern die zweitgrößte Stadt Italiens und Hauptstadt der Region Lombardei sowie der Metropolitanstadt Mailand. Die Metropolregion war 2006 mit 7,4 Millionen Einwohnern der größte italienische Ballungsraum.
Einst eine Gründung keltischer Siedler, erlebte die Stadt im Römischen Reich einen raschen Aufschwung. Mailand unterstand in seiner Geschichte dem Einfluss deutscher, französischer und österreichischer Kaiser und wuchs nach der Einigung Italiens zur größten Industriestadt des Landes. Sie ist heute die führende Kultur-, Medien- und Modemetropole Italiens, eine Universitätsstadt und ein internationaler Finanzplatz als Sitz der Italienischen Börse. Sie beherbergt ein Weltkulturerbe, historisch bedeutsame Bauwerke und vielfältige Kunstschätze, die mehrere Millionen Touristen pro Jahr anziehen. Die Messestadt ist dank ihrer verkehrsgünstigen Lage in der oberitalienischen Po-Ebene ein Knotenpunkt des Schienen- und Autobahnnetzes und zweitgrößtes Luftfahrt-Drehkreuz Italiens mit drei internationalen Flughäfen.

## Geographie

### Lage

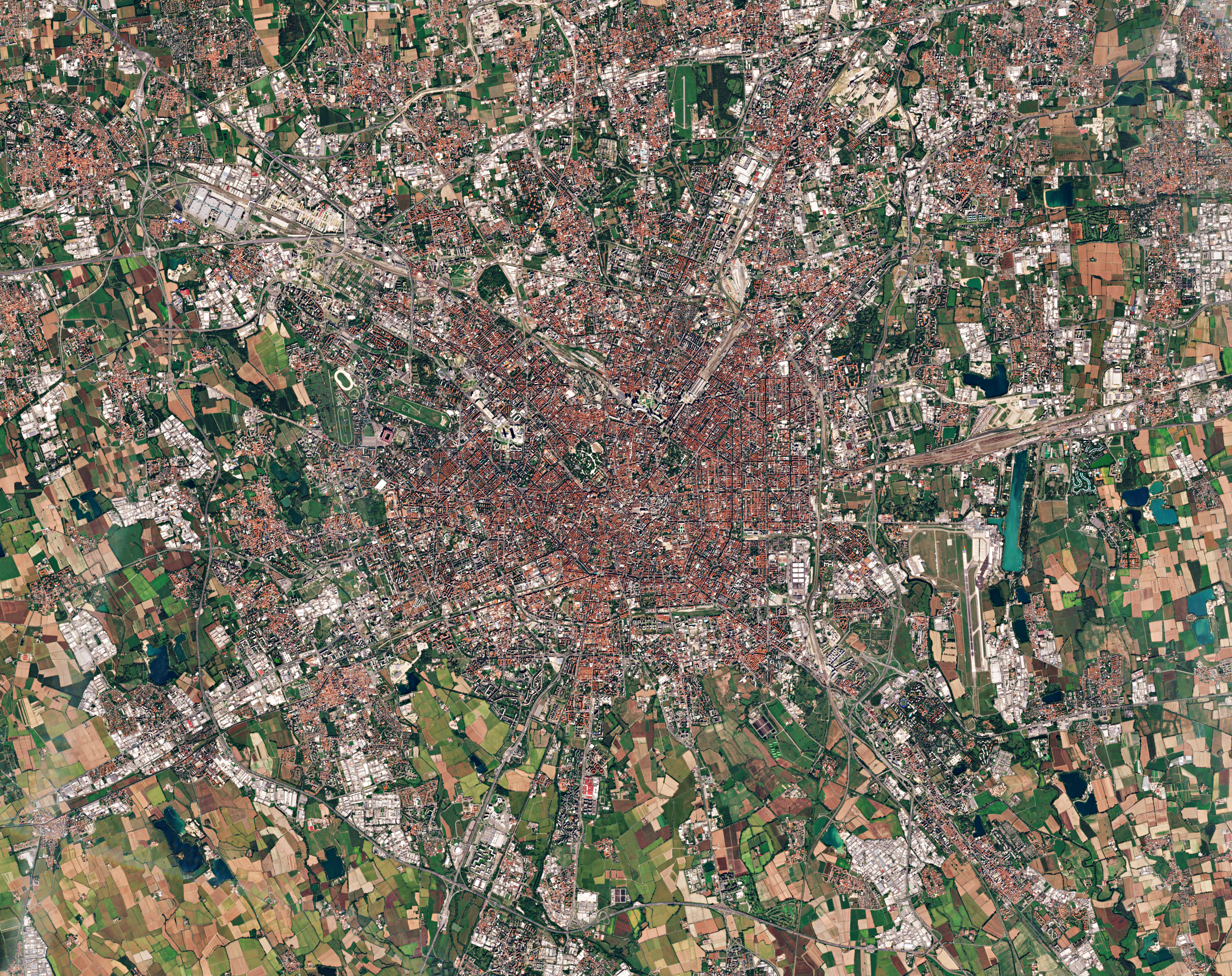
Satellitenaufnahme von Mailand

Mailand liegt in der nordwestlichen Po-Ebene, etwa mittig zwischen dem Fluss Po im Süden und den Ausläufern der Alpen im Norden. Die Kernstadt befindet sich in einer weitgehend flachen Ebene, der höchste Punkt ist bei 122 m über dem Meeresspiegel. Zwei Flüsse verlaufen durch die Stadt: der Olona im Westen und der Lambro im Osten. Mittelalterliche Kanäle, die Navigli, verbinden Mailand mit den oberitalienischen Seen und den lombardischen Flüssen und waren bis in die Mitte des 20. Jahrhunderts von maßgeblicher Bedeutung für die lokale Wirtschaft.
Das Stadtgebiet umfasst eine Fläche von 182 km² mit 1.343.230 Einwohnern. Zur Mailänder Agglomeration mit insgesamt über fünf Millionen Einwohnern zählen zahlreiche Vororte, die vor allem nach Norden bis nach Varese, Como, Lecco und Bergamo reichen. In der Metropolregion leben über 7,6 Millionen Menschen. Die Metropolregion Mailand ist Teil der südlichen Spitze der Megaregion Blaue Banane.
Angrenzende Gemeinden sind Arese, Assago, Baranzate, Bollate, Corsico, Peschiera Borromeo, Rho, Sesto San Giovanni, Cormano, Cologno Monzese, Bresso, Novate Milanese, Vimodrone, Pero, Segrate, Settimo Milanese, Cusago, Cesano Boscone, Trezzano sul Naviglio, San Donato Milanese, Buccinasco, Rozzano und Opera.

### Stadtgliederung
Mailand ist in neun Stadtbezirke (Municipi) eingeteilt. Die ursprünglich zwanzig Bezirke wurden 1999 reduziert. Heute umfasst Zona 1 den historischen Stadtkern, alle übrigen acht Bezirke sind als Kreissegmente im Uhrzeigersinn um die Altstadt angeordnet. Die Mailänder Stadtbezirke erhalten durch einen Bezirksrat (Consigli di Zona) und einen Bezirkspräsidenten einen teilsouveränen Status, u. a. in der Finanzverwaltung.

### Klima
Mailand liegt in einem subkontinentalen Ostseitenklima. Die Alpen und der Apennin bilden eine natürliche Barriere gegen Wettereinflüsse aus Nordeuropa und vom Mittelmeer. Wie in vielen Teilen Norditaliens sind sehr warme bis heiße Sommer, mäßig kalte, regnerische Winter und eine ganzjährig hohe Luftfeuchtigkeit typisch. In den Wintermonaten kommt es des Öfteren zu starker Nebelbildung, gelegentlich auch zu Schneefällen, und im Sommer steigen die Temperaturen vor allem in den Monaten Juli und August häufig auf 35 °C und mehr. Spürbar beeinflusst der Föhn das Wetter, der besonders im Frühjahr auftritt. Zu dieser Zeit können auch starke orkanartige Stürme auftreten. Die niedrigste gemessene Temperatur beträgt −17,3 °C, die höchste 40,4 °C.
|                       | Jan  | Feb  | Mär  | Apr  | Mai  | Jun  | Jul  | Aug  | Sep  | Okt   | Nov  | Dez  |   |       |
| Mittl. Tagesmax. (°C) | 5,9  | 9,0  | 14,3 | 17,4 | 22,3 | 26,2 | 29,2 | 28,5 | 24,4 | 17,8  | 10,7 | 6,4  | ⌀ | 17,7  |
| Mittl. Tagesmin. (°C) | −0,9 | 0,3  | 3,8  | 7,0  | 11,6 | 15,4 | 18,0 | 17,6 | 14,0 | 9,0   | 3,7  | 0,1  | ⌀ | 8,3   |
|                       |      |      |      |      |      |      |      |      |      |       |      |      |   |       |
| Niederschlag (mm)     | 58,7 | 49,2 | 65,0 | 75,5 | 95,5 | 66,7 | 66,8 | 88,8 | 93,1 | 122,4 | 76,7 | 61,7 | Σ | 920,1 |
|                       |      |      |      |      |      |      |      |      |      |       |      |      |   |       |
| Sonnenstunden (h/d)   | 2,0  | 3,3  | 5,2  | 6,3  | 7,1  | 8,3  | 9,4  | 8,0  | 6,2  | 3,7   | 1,5  | 1,5  | ⌀ | 5,2   |
|                       |      |      |      |      |      |      |      |      |      |       |      |      |   |       |
| Regentage (d)         | 6,7  | 5,3  | 6,7  | 8,1  | 8,9  | 7,7  | 5,4  | 7,1  | 6,1  | 8,3   | 6,4  | 6,3  | Σ | 83    |
|                       |      |      |      |      |      |      |      |      |      |       |      |      |   |       |
| Luftfeuchtigkeit (%)  | 85   | 77   | 66   | 61   | 60   | 58   | 55   | 59   | 66   | 76    | 82   | 85   | ⌀ | 69,1  |

| −0,9 |

| 0,3 |

| 3,8 |

| 7,0 |

| 11,6 |

| 15,4 |

| 18,0 |

| 17,6 |

| 14,0 |

| 9,0 |

| 3,7 |

| 0,1 |

| −0,9 |

| 0,3 |

| 3,8 |

| 7,0 |

| 11,6 |

| 15,4 |

| 18,0 |

| 17,6 |

| 14,0 |

| 9,0 |

| 3,7 |

| 0,1 |

## Etymologie
Der Name Mailand leitet sich vom italienischen Milano ab, das aus der ursprünglich lateinischen Bezeichnung Mediolanum hervorging, welches „in der Mitte der Ebene“ bedeutet. Der Ortsname geht wohl weniger auf lateinisch medius „in der Mitte gelegen“ und planus „Ebene“ zurück als auf die gleichbedeutenden gallisch-keltischen Wurzeln *medios und *lanu. Gleiches gilt auch für die lombardische Bezeichnung Milàn. Mailands Einwohner nennen sich Milanées oder Meneghìt.

## Geschichte

### Von der Antike bis zur Einigung Italiens

Karte der römischen Stadt Mediolanum

Bald nach 400 v. Chr. wurde die Gegend um Mailand durch die keltischen Insubrer besiedelt. 222 v. Chr. eroberten die Römer diese Siedlung und verwendeten den lateinischen Namen Mediolanum. Nach mehreren Jahrhunderten römischer Herrschaft wurde Mailand 286 unter Kaiser Diokletian zu einer der Residenzstädte des Reiches gemacht. Im 4. Jahrhundert hielten sich hier daher regelmäßig römische Herrscher auf, zuletzt Honorius. 313 wurde hier das sog. Mailänder Toleranzedikt (Mailänder Konvention) verkündet, in dem die Kaiser Konstantin und Licinius den Christen Glaubensfreiheit zusicherten.
402 wurde die Stadt von Westgoten belagert, worauf die Kaiserresidenz nach Ravenna verlegt wurde; 50 Jahre später (452) plünderten die Hunnen unter Attila die Stadt. 539 eroberten und zerstörten die Ostgoten Mailand im Verlauf des Gotenkrieges gegen Kaiser Justinian.
Im September 569 fiel Mailand an die Langobarden, bis es 774 Teil des Frankenreiches wurde. Während des Krieges des Kaisers Friedrich I. Barbarossa gegen die lombardischen Städte wurde Mailand 1162 größtenteils zerstört.

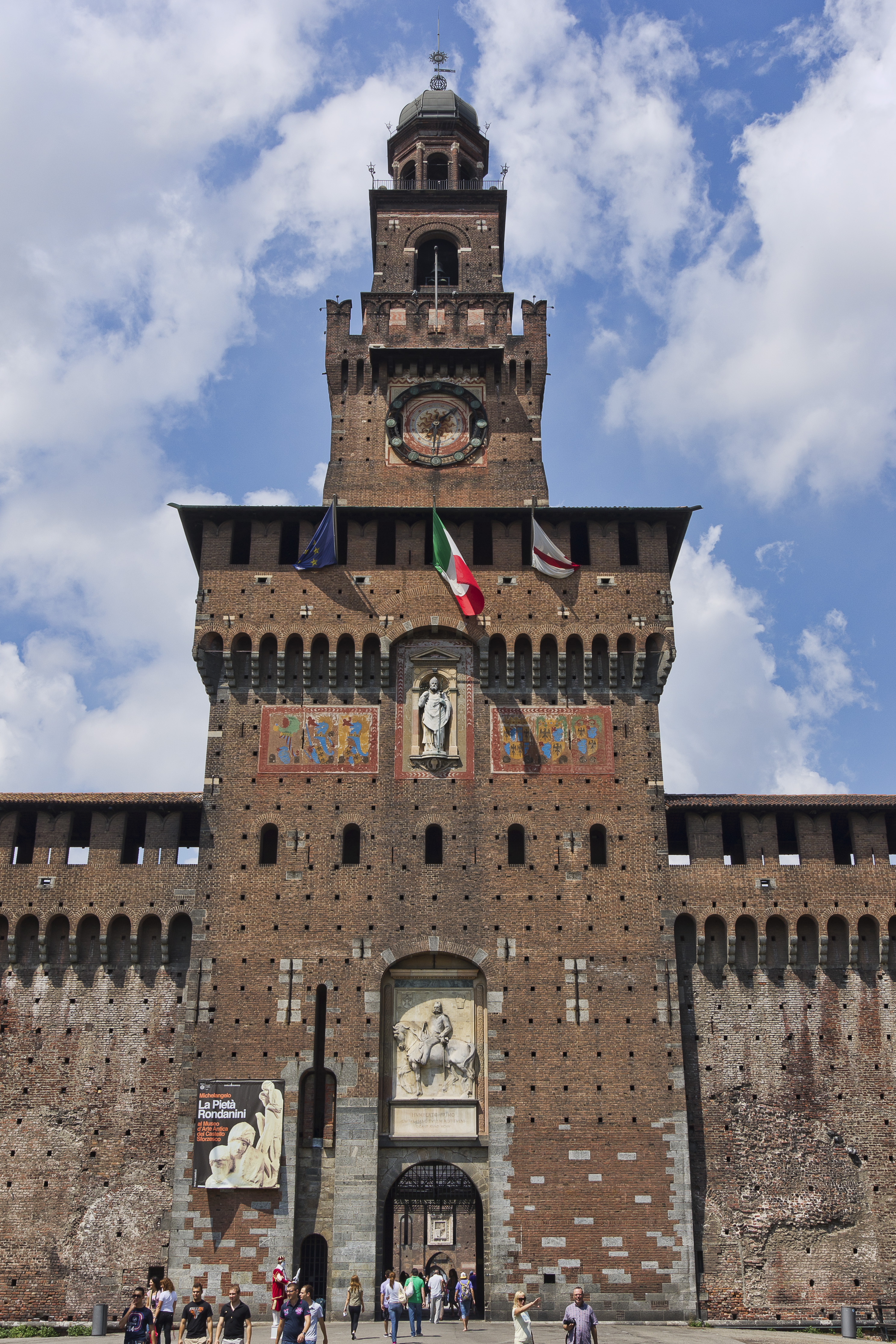
Die Torre Filarete mit dem Eingangstor zum Castello Sforzesco

Im 1167 gegründeten Lombardischen Städtebund übernahm Mailand die führende Rolle. Nach der Unabhängigkeit, die den lombardischen Städten im Konstanzer Frieden 1183 zugesprochen wurde, entwickelte sich Mailand zur Signoria, zuerst unter den della Torre, ab 1277 unter den Visconti. 1395 wurde Gian Galeazzo Visconti zum ersten Herzog von Mailand. 1450 fiel Mailand an das Adelsgeschlecht der Sforza, die es zu einer der führenden Städte im Zeitalter der italienischen Renaissance ausbauten. 1492 erhob der französische König Ludwig XII. erstmals Ansprüche auf das Herzogtum. Nach seinem Sieg über die Schweizer 1515 in der Schlacht bei Marignano wurde das Herzogtum erneut Frankreichs König Franz I. zugesprochen.

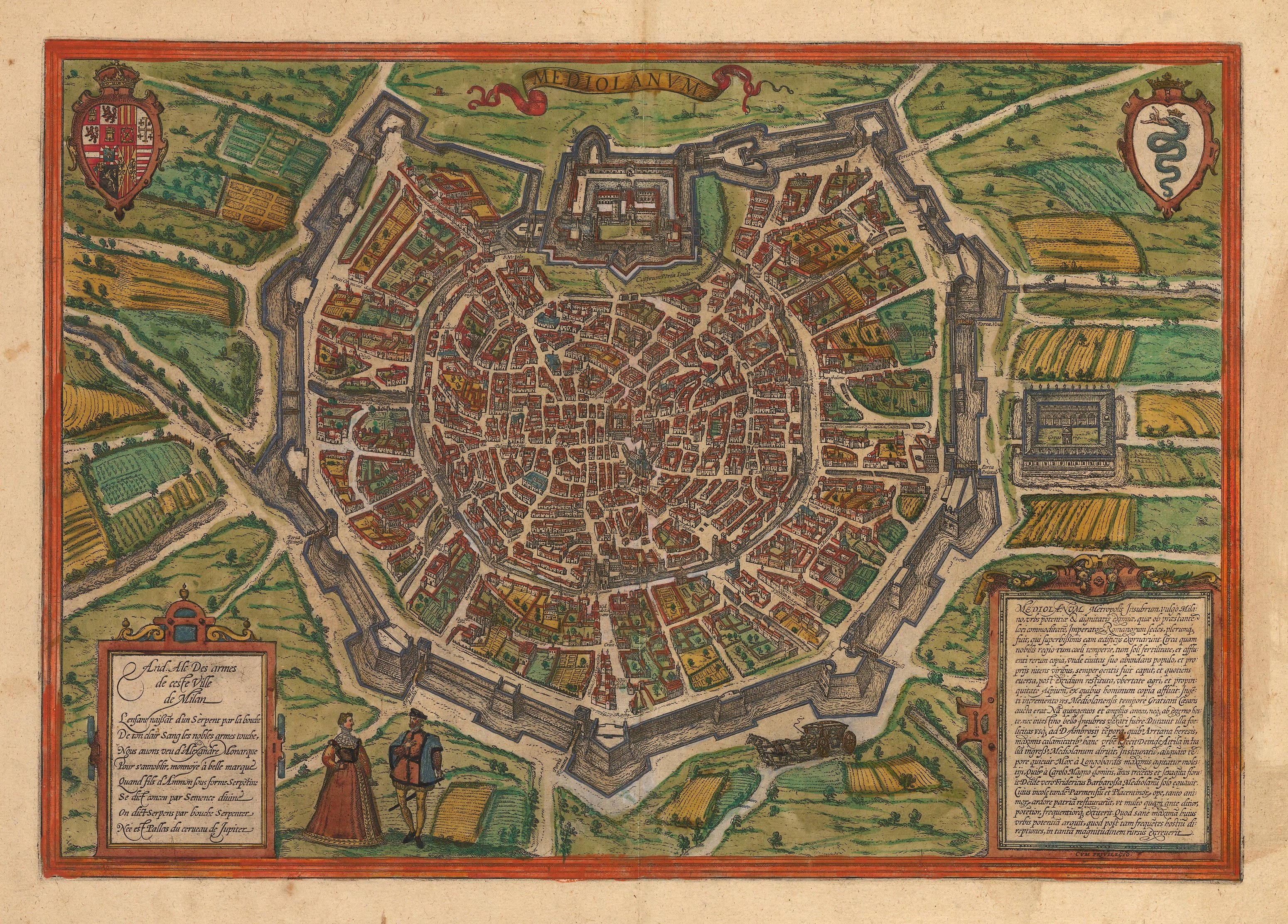
Zeitgenössische Ansicht Mailands aus dem 16. Jahrhundert

Nach dem Sieg Karls V. über Franz I. 1525 fiel mit Norditalien auch Mailand an das Haus Habsburg. 1556 dankte Karl V. zugunsten seines Sohnes Philipp II. und seines Bruders Ferdinand von Habsburg ab, so dass die italienischen Besitzungen an die hierdurch von Philipp II. begründete spanische Linie der Habsburger übergingen. 1700 starb mit dem Tode Karls II. diese spanische Linie des Hauses Habsburg jedoch aus. Danach begann 1701 der Spanische Erbfolgekrieg mit der Besetzung aller spanischen Besitzungen durch französische Truppen unter dem französischen Thronprätendenten. 1704 wurden die Franzosen in Ramillies und Turin geschlagen und mussten Norditalien zugunsten der österreichischen Habsburger räumen.
1714 wurden im Frieden von Rastatt die Lombardei mit ihrer Hauptstadt Mailand sowie das Herzogtum Mantua dann auch formell den österreichischen Habsburgern zugesprochen. Napoleon eroberte 1796 die Lombardei. Mailand wurde zur Hauptstadt der Cisalpinischen Republik erklärt. Nach dem Ende der Besatzung durch Napoleon wurden im Wiener Kongress 1815 Mailand und die Lombardei sowie Venetien wiederum Österreich zugesprochen. 1848 kam es zum Fünf-Tage-Aufstand der Bevölkerung gegen die österreichische Besatzung, in dessen Zuge Feldmarschall Radetzky mit seinen Truppen aus der Stadt vertrieben wurde, welche die Stadt aber drei Monate später wieder einnahmen. Nach der Niederlage Österreichs gegen die mit Frankreich verbündeten Truppen Sardinien-Piemonts und Frankreichs bei der Schlacht von Solferino fiel die ganze Lombardei 1859 an das Haus Sardinien-Piemont unter Viktor Emanuel II., der Keimzelle des damals entstehenden Königreichs Italien (Risorgimento).

### Vom Königreich Italien bis zur Gegenwart

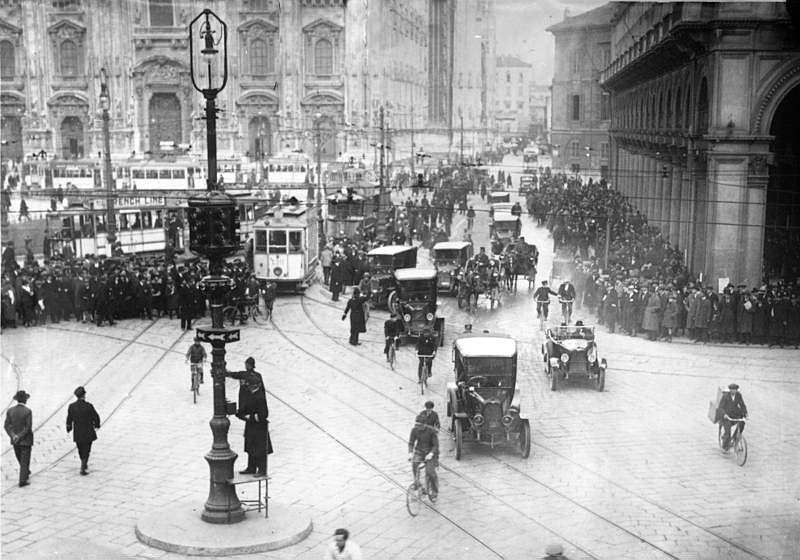
Verkehr auf der Piazza del Duomo
um 1900

Aufgrund der Industrialisierung wuchs die Stadt durch Zuwanderer aus anderen Landesteilen, v. a. aus dem ländlichen Nordost- und Süditalien, stark an und entwickelte sich zu einer der frühen Hochburgen der Arbeiterbewegung. Seit 1914 stellten die Sozialisten den Bürgermeister. Nach dem Ersten Weltkrieg gründete sich 1919 der faschistische Fascio di Combattimento (Squadristi) in Mailand. 1922 begann Benito Mussolini von Mailand aus seinen Marsch auf Rom, mit dem die faschistische Diktatur in Italien ihren Anfang nahm, unter dessen Herrschaft in Mailand u. a. 1931 der neue Bahnhof Milano Centrale eingeweiht wurde. Während des Faschismus gab es hier aber auch starke Aktivitäten der Resistenza, insbesondere nachdem in Norditalien 1943 die Italienische Sozialrepublik als Marionettenregime NS-Deutschlands ausgerufen worden war. Im Zweiten Weltkrieg erlitt die Stadt 1944 starke Zerstörungen, traurige Berühmtheit erlangte insbesondere die versehentliche Bombardierung einer Grundschule im Stadtteil Gorla durch die US-amerikanische 451st Bombardment Group, bei der 186 Schüler und Lehrer ums Leben kamen. Insgesamt wurden 38,7 % der Gebäude zerstört oder stark beschädigt und 21,5 % mittelgradig oder leicht beschädigt. Die Luftangriffe forderten in Mailand rund 2.200 Todesopfer. Elektrizität wurde rationiert und Brot nur dreimal die Woche ausgegeben.
Aus dem Schutt der zerstörten Häuser wurde der Trümmerberg Monte Stella im Nordwesten des Stadtgebiets angelegt (heute mit Ehrenhain Giardino dei Giusti). Nach der Flucht und Hinrichtung Benito Mussolinis durch kommunistische Partisanen wurde sein Leichnam am 29. April 1945 auf der Piazzale Loreto öffentlich zur Schau gestellt.
In der Nachkriegszeit erlebte Mailand wie der Rest Italiens und Westeuropas einen erneuten wirtschaftlichen Aufschwung, das italienische miracolo economico („Wirtschaftswunder“). Getreu seinem Ruf, politische Spannungen besonders früh und besonders heftig zu erleben, war Mailand auch während der Zeit der 68er-Bewegung und der politisch unruhigen 1970er Jahre Zentrum der Auseinandersetzungen zwischen revoltierenden Studenten und der Staatsmacht bzw. zwischen den opposti estremismi, d. h. kommunistischen und faschistischen Jugendgruppen. 1969 ereignete sich hier der nie ganz aufgeklärte, aber vermutlich rechtsterroristische Bombenanschlag auf der Piazza Fontana. In den 1980er Jahren entwickelte die Stadt dagegen den Ruf einer ruhigen, bürgerlichen und wirtschaftlich prosperierenden Metropole. Hier begann auch der Aufstieg des Bau- und Medienunternehmers Silvio Berlusconi, der zwischen 1993 und 2011 dreimal italienischer Ministerpräsident war.
Im 20. Jahrhundert wuchs Mailand infolge der Industrialisierung sehr schnell. Vor allem in den 1950er und 1960er Jahren zogen viele Millionen Italiener, insbesondere aus Süditalien, nach Mailand und dessen Hinterland. Von 1971 bis 2001 ist die Einwohnerzahl der Stadt selbst vom bisherigen Höchstwert von offiziell ca. 1.732.000 Einwohnern bis auf 1.256.000 drastisch gesunken. Dieser Rückgang erklärt sich mit der Abwanderung der Einwohner ins direkte Umland, hauptsächlich aufgrund der hohen Immobilienpreise in der Stadt, aber auch mit den praktisch unverändert gebliebenen Stadtgrenzen trotz eines fast durchgängig fließenden Übergangs in die (etwa 50) wachsenden Vorstädte, die der Provinz, aber nicht der Stadt Mailand zugehören. Seit 2001 verzeichnet auch Mailand selbst wieder ein leichtes Einwohnerwachstum.

## Sehenswürdigkeiten

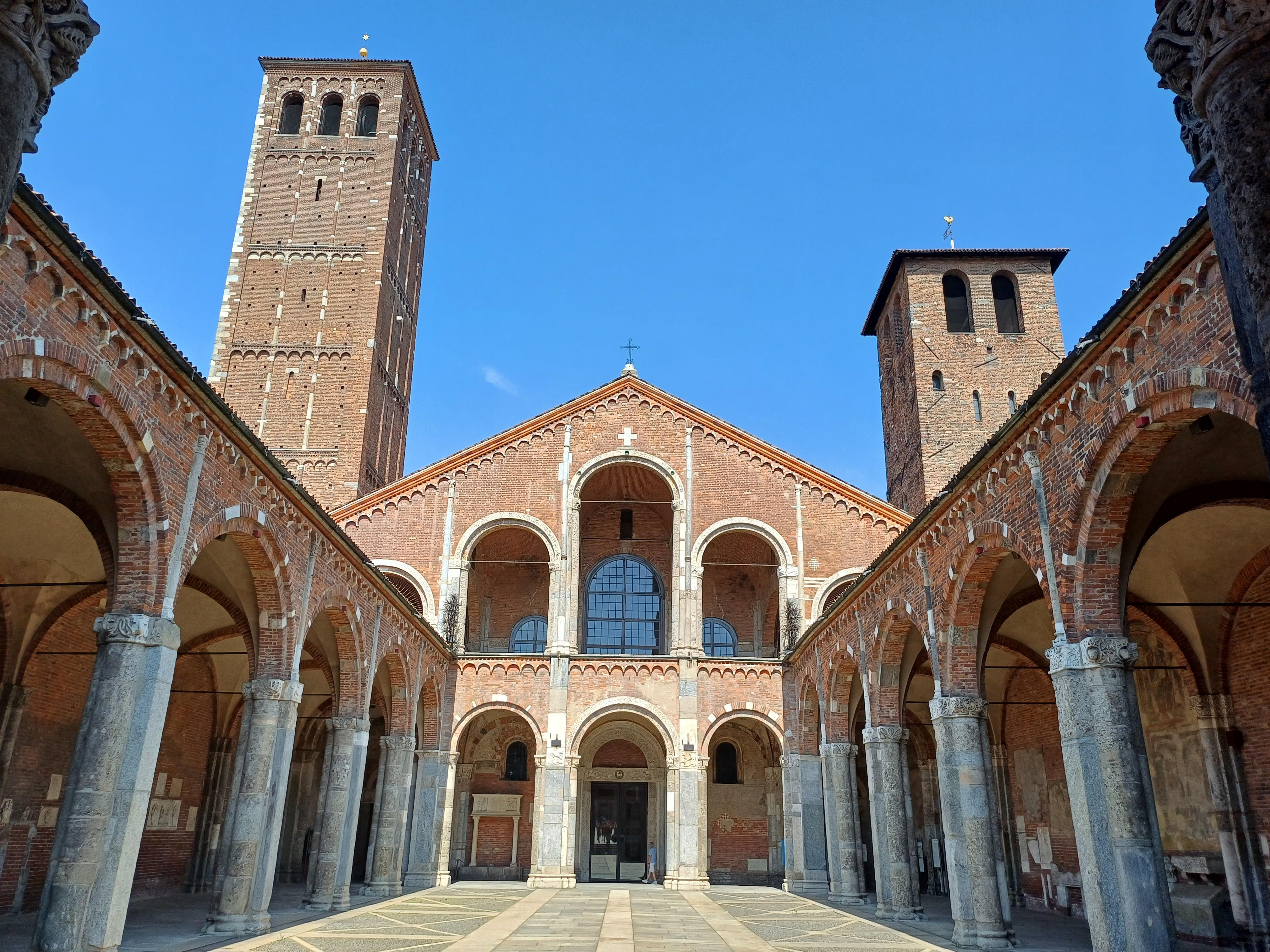
Sant’Ambrogio

Eines der seltenen Zeugnisse aus der Zeit des Römischen Reiches stellen die antiken Ruinen der Colonne di San Lorenzo dar. Die Kolonnaden aus der Zeit des 2. Jahrhunderts waren wahrscheinlich Teil eines Tempels oder Badehauses. Nach dem Edikt von Mailand wurde im 4. Jahrhundert die erste Mailänder Kirche Sant’Ambrogio erbaut, trotz zahlreicher Umbauten in späteren Jahrhunderten immer noch exemplarisch für eine frühchristliche Kirche.

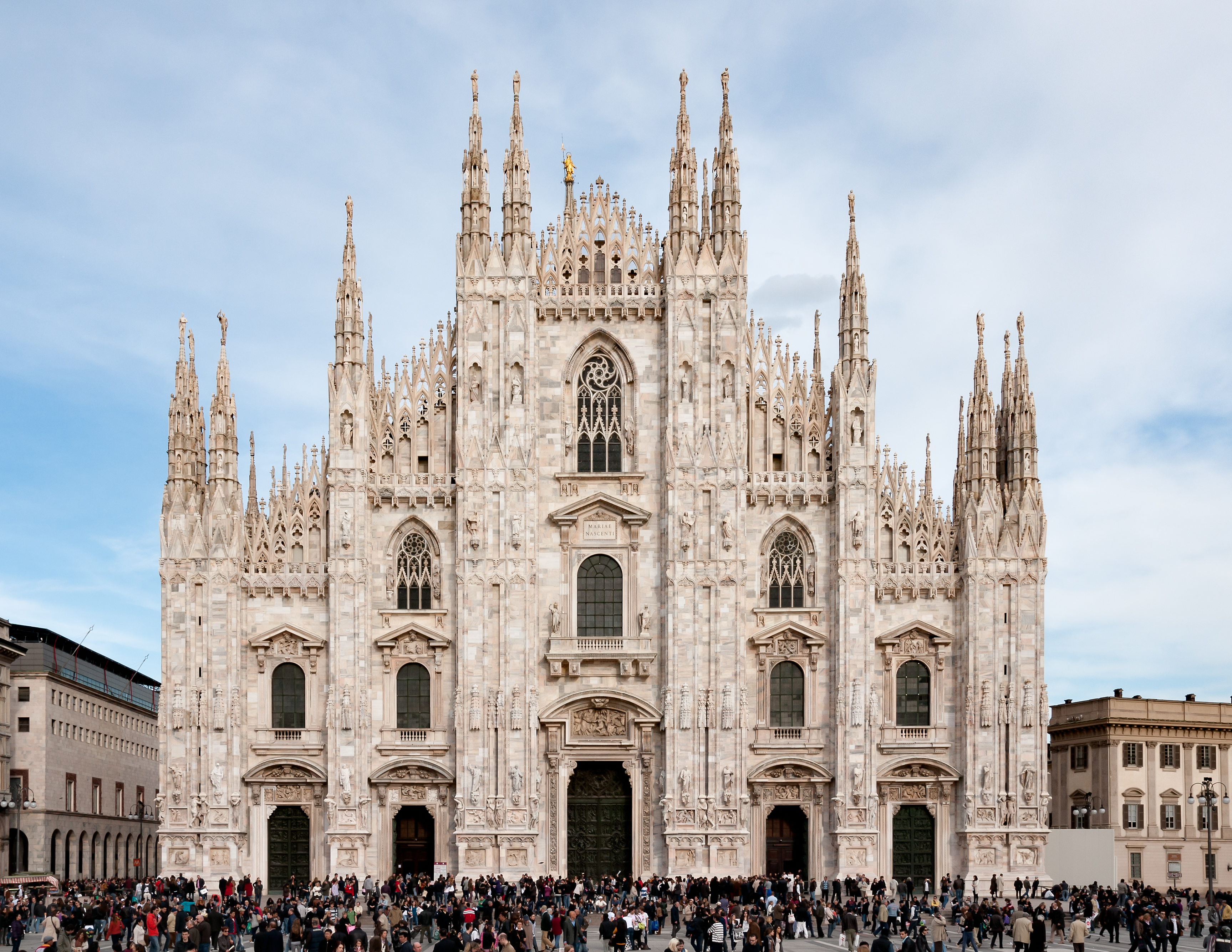
Der Mailänder Dom von der Piazza del Duomo aus gesehen

Im frühen 13. Jahrhundert wurde der Palazzo della Ragione erbaut – ein städtischer Bau, der zur Abhaltung von Gerichtsprozessen, Märkten, Ratsversammlungen etc. diente. Unter dem Herzog der Familie Visconti begann 1386 der Bau des Mailänder Doms. Die gotische Kathedrale des Erzbistums Mailand wurde zwar im Jahr 1572 eingeweiht, aber erst 1965 endgültig fertiggestellt. Sie gilt heute als flächenmäßig drittgrößte Kirche der Welt und als ein herausragendes Beispiel der italienischen Architektur des späten Mittelalters.
Im 15. Jahrhundert entstand unter der Herrschaft der Sforza das Castello Sforzesco als prächtiges Beispiel der Renaissance-Architektur. Das große Kastell wurde anstelle einer zerstörten Burg erbaut und war der Sitz der Mailänder Herzöge. Mit dem Ospedale Maggiore entstand ab 1456 eines der frühesten europäischen Krankenhäuser. Das Gebäude ist heute der Hauptsitz der Universität von Mailand. Weitere Zeugnisse dieser Epoche sind das seit 1980 als Welterbe von der UNESCO anerkannte Kloster Santa Maria delle Grazie sowie die Kirche San Pietro in Gessate.
Im Jahr 1560 wurde eine neue Stadtmauer eingeweiht, deren prunkvolle Tore größtenteils heute noch erhalten sind. Aus der Zeitspanne der Gegenreformation stammt die Biblioteca Ambrosiana, die heute mit rund einer Million Dokumente und Schriften eine bedeutende Bibliothek mittelalterlicher Kulturgüter darstellt.
Unter Maria Theresia erlebte die Stadt im 18. Jahrhundert eine erneute kulturelle Blüte. Die Einweihung des Teatro alla Scala von 1778, heute eines der weltweit bekanntesten Opernhäuser, und die Neugestaltung des Königlichen Palastes fanden unter der Ägide der österreichischen Kaiserin statt. Von 1805 bis 1814 unterlag Mailand der napoleonischen Herrschaft. Als Hauptstadt eines französischen Satellitenstaates wurde die Stadt baulich aufgewertet, neue repräsentative Plätze und Boulevards geschaffen und von 1807 bis 1838 der Arco della Pace, ein monumentaler Triumphbogen, errichtet.

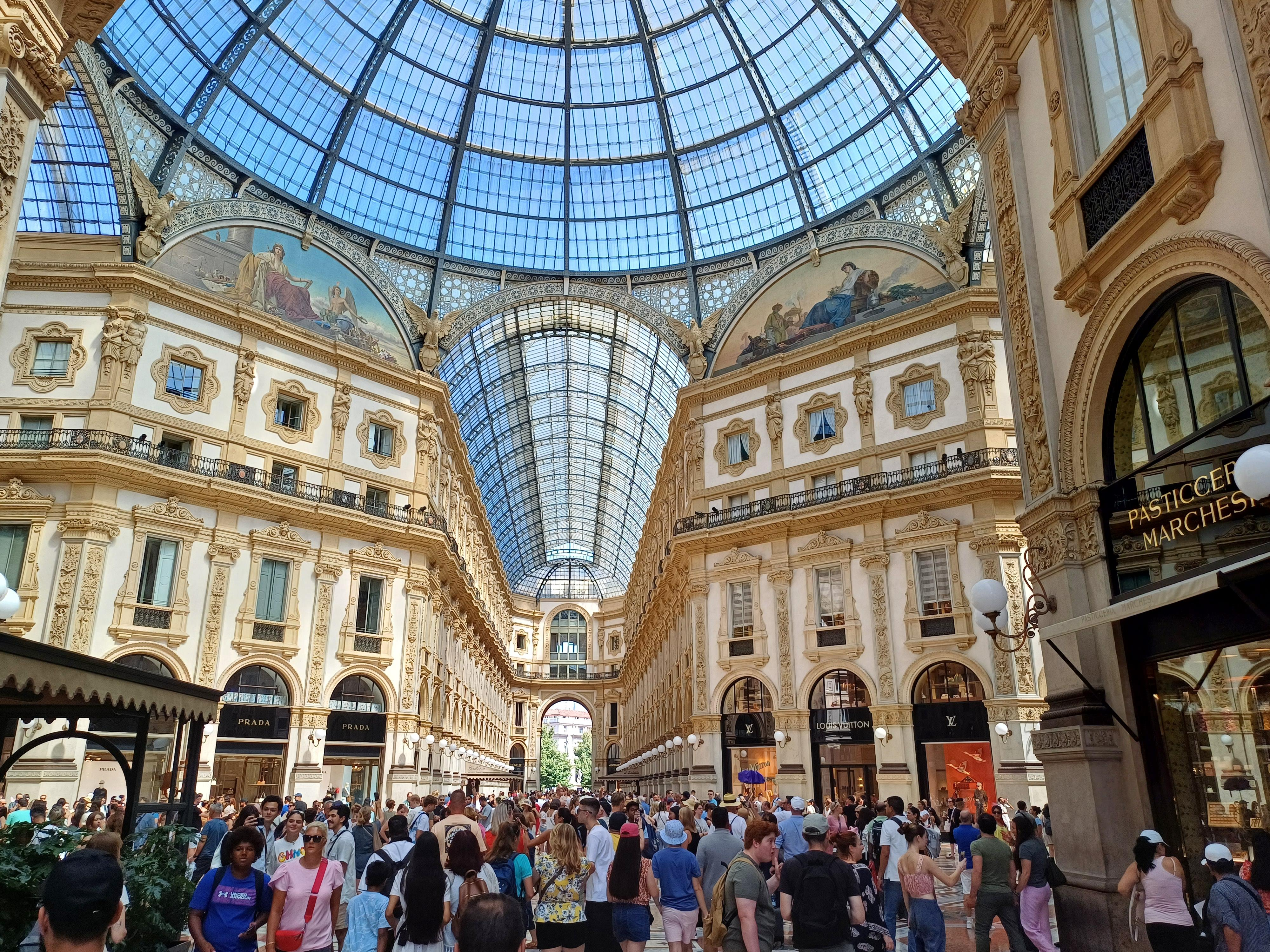
Galleria Vittorio Emanuele II

Im Rahmen der industriellen Revolution in der zweiten Hälfte des 19. Jahrhunderts wuchs Mailand zum florierenden industriellen Zentrum Italiens. Giuseppe Mengoni erbaute von 1865 bis 1877 die Galleria Vittorio Emanuele II, die älteste überdachte Einkaufspassage der Welt. Dem Stil der Neuromanik folgt die Ehrenhalle des Cimitero Monumentale, die 1866 fertiggestellt wurde.
Im 20. Jahrhundert entwickelten sich zahlreiche progressive Stile, so wurden Architekten vom Art Nouveau, dem Art déco und vor allem ab den späten 1920er Jahren auch von der Faschistischen Monumentalarchitektur beeinflusst. Ein Zeugnis dieser Epoche ist der monumentale Hauptbahnhof, der 1931 fertiggestellt wurde.

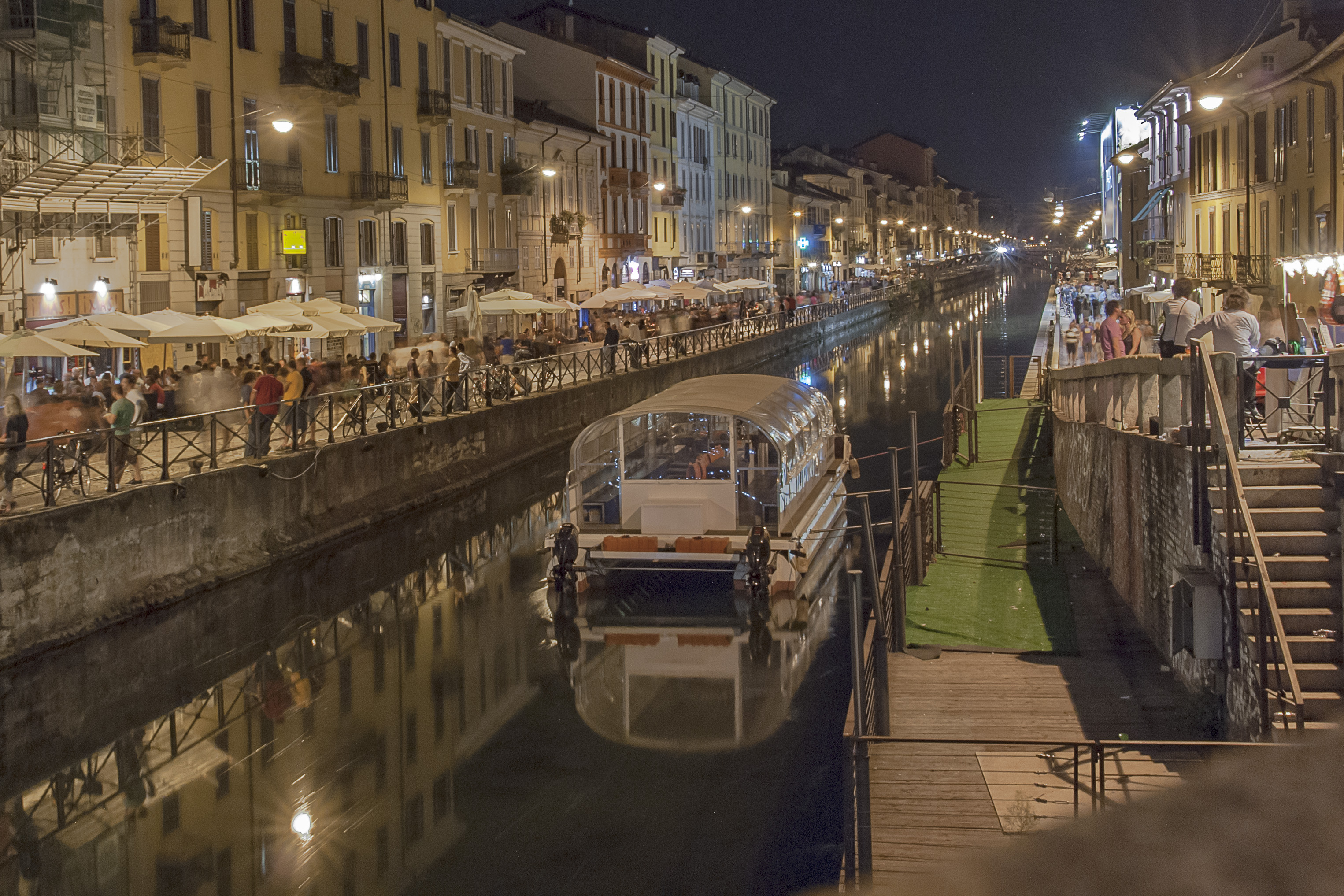
Naviglio Grande

Markante Bauwerke der Nachkriegszeit sind vor allem Hochhäuser, gleichzeitig ein Zeichen der wirtschaftlichen Prosperität Italiens in den 1950er und 1960er Jahren. Das Pirelli-Hochhaus (1956–1960) und Velasca-Hochhaus (1956–1958) gelten heute als Meilensteine der Architektur Mailands. Ein großes Bauprojekt der jüngsten Zeit ist die Neubebauung des alten Messegeländes in der Innenstadt, an dem sich die Architekten Zaha Hadid, Arata Isozaki und Daniel Libeskind beteiligen. Nach Fertigstellung wird dort das höchste Hochhaus Italiens stehen.
2013 wurde das Memoriale della Shoah eröffnet, eine Gedenkstätte für die Mailänder Juden, die im Rahmen der Shoah vom nationalsozialistischen Regime ermordet wurden. Die Gedenkstätte befindet sich am Hauptbahnhof, der Stazione Centrale, und beinhaltet jenen unterirdischen Bahnsteig, von welchem die Deportationen nach Auschwitz erfolgten. Der Eingang befindet sich an der Piazza Edmond Jacob Safra. Der Eintritt ist kostenpflichtig und die Ausstellung derzeit ausschließlich auf Italienisch (Stand Herbst 2017). Seit Januar 2017 verlegt der Kölner Künstler Gunter Demnig seine Stolpersteine auch in der Hauptstadt der Lombardei. Sie sind sowohl Widerstandskämpfern als auch Menschen jüdischer Herkunft gewidmet.
Vom 1. Mai 2015 bis zum 31. Oktober 2015 fand in Mailand die Weltausstellung Expo 2015 statt. Die Pavillons wurden auf einem Gelände errichtet, das sich nordwestlich von Mailand in den Gemeinden von Rho und Pero befindet.

## Prägnante Architektur

Die Bosco Verticale–Zwillingstürme neben der Torre Unicredit

Das moderne Stadtbild von Mailands Zentrum wird geprägt durch Hochhäuser und Hochhauskomplexe, die teilweise wegen ihrer architektonischen Besonderheiten inzwischen unter Denkmalschutz stehen oder wegen ihres innovativen Konzeptes mit Architekturpreisen prämiert wurden. Hierzu gehören beispielsweise die Torre Velasca, das Pirelli-Hochhaus, die Torre Unicredit und die bepflanzten Zwillingstürme Bosco Verticale.
Ein prägendes Element der Mailänder Skyline ist das CityLife-Viertel, eines der größten urbanen Entwicklungsprojekte Europas. Auf dem Gelände des ehemaligen Messezentrums entstand ein modernes Geschäfts- und Wohnquartier mit drei markanten Wolkenkratzern: dem Torre Isozaki (Allianz Tower), dem Torre Generali (Generali Tower) und dem Torre Libeskind (PwC Tower). Entworfen von den Architekten Arata Isozaki, Zaha Hadid und Daniel Libeskind, setzen diese Hochhäuser architektonische Akzente mit futuristischen Formen und Strukturen.
Neben den Hochhäusern zeichnet sich CityLife durch weitläufige Grünflächen, autofreie Zonen und nachhaltige Bauweise aus. Das Viertel verbindet moderne Architektur mit urbaner Lebensqualität und zählt zu den fortschrittlichsten Stadtentwicklungsprojekten Mailands.

## Kunst und Kultur

### Bildende Kunst

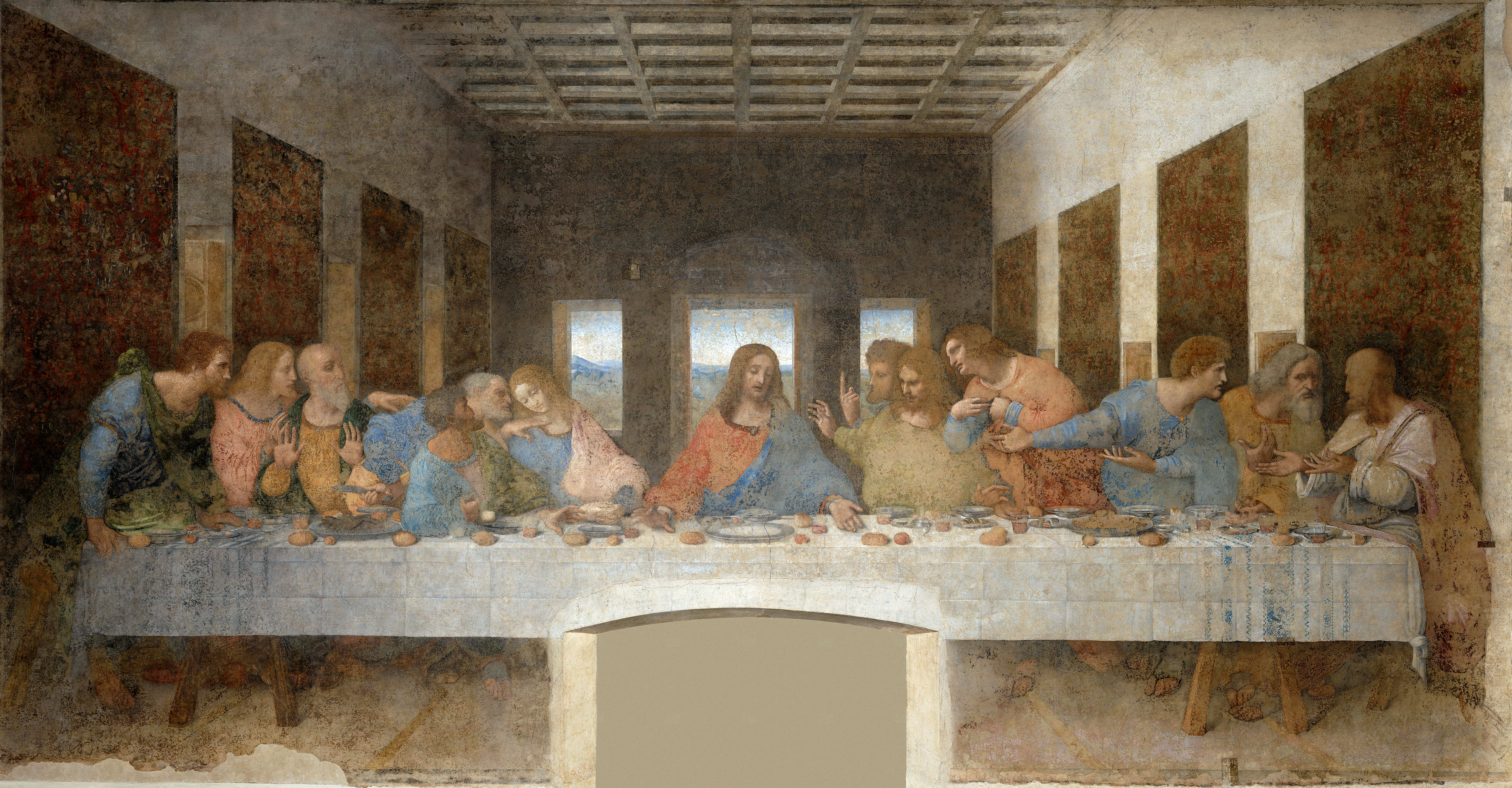
Das Abendmahl schmückt das Refektorium des Klosters Santa Maria delle Grazie

Die Blütezeit der mittelalterlichen Kunst begann unter dem Patronat der Familie Visconti. Unter ihrem Einfluss stieg Mailand zu einem bedeutenden Zentrum der gotischen Kunst und Architektur auf. Mit der Stadt besonders verbunden ist das Wirken von Leonardo da Vinci. Dessen berühmtes Wandgemälde Das Abendmahl kann heute im Dominikanerkloster Santa Maria delle Grazie besichtigt werden. Im Zeitalter des Barock, d. h. im 17. und 18. Jahrhundert war die Stadt Wirkungsstätte zahlreicher bekannter Künstler und Architekten, wie Caravaggio und Francesco Hayez. Zu Beginn des 20. Jahrhunderts ging von Mailand die avantgardistische Bewegung des Futurismus aus. Sie wurde durch Filippo Tommaso Marinetti begründet, der 1909 Das futuristische Manifest veröffentlichte. Der Mailänder Künstler Umberto Boccioni zählt zu den bekanntesten Vertretern des Futurismus.

### Museen
Die Pinacoteca di Brera, die im barocken Palazzo di Brera liegt, gilt als bedeutendste Gemäldegalerie Mailands. Sie umfasst eine facettenreiche Sammlung größtenteils lombardischer Künstler und ist eine Ausgründung der Akademie der Schönen Künste.

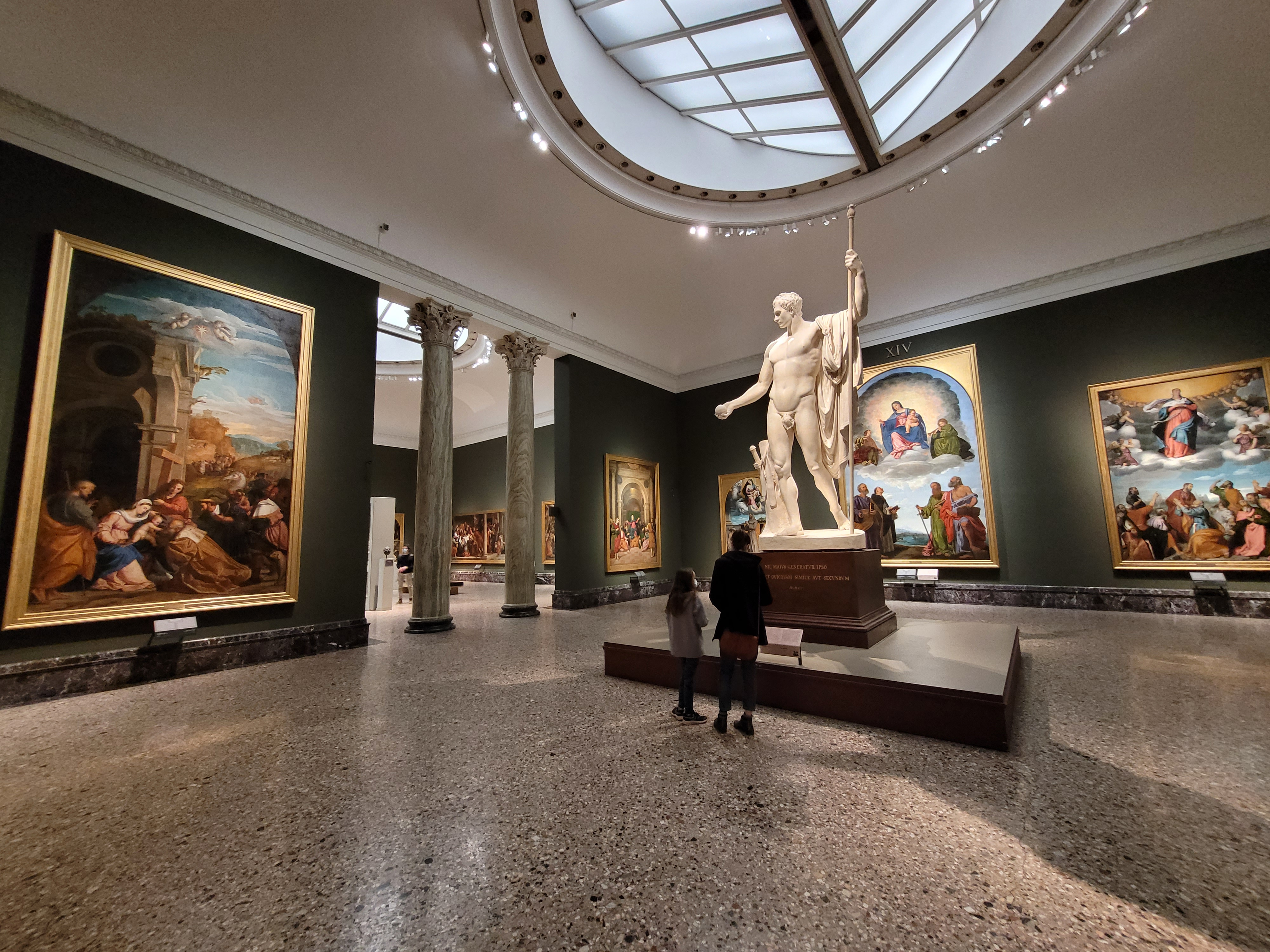
Pinacoteca di Brera im Palazzo di Brera

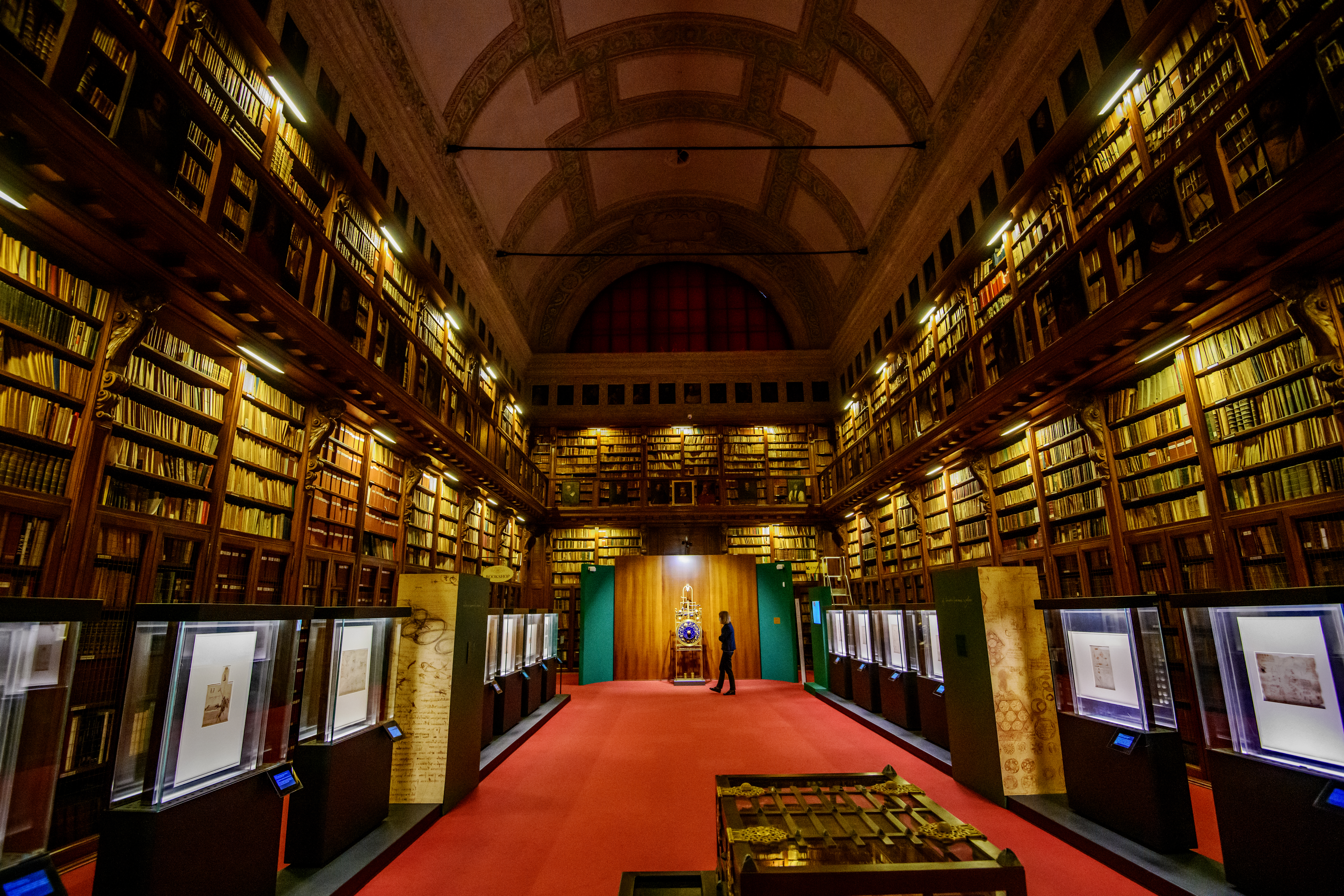
Biblioteca Ambrosiana

Im Palazzo dell’ Ambrosiana befinden sich die 1607 gegründete Biblioteca Ambrosiana und die 1618 gegründete Pinacoteca Ambrosiana. In der Pinakothek werden in 24 Räumen Gemälde, Zeichnungen und Statuen aus dem 15. bis zum frühen 20. Jahrhundert ausgestellt. Darunter befinden sich Meisterwerke von Leonardo da Vinci, Caravaggio, Raffael, Tizian, Sandro Botticelli und Jan Brueghel. Die Sammlung der Bibliothek, die zu den bedeutendsten der Welt zählt, umfasst mehr als eine Million gedruckte Bände, etwa 40000 Manuskripte, 12000 Zeichnungen und 22000 Kupferstiche. Darunter befindet sich Leonardo da Vincis Codex Atlanticus, von dem einige Blätter ausgestellt werden.
Das Castello Sforzesco beheimatet den größten Museumskomplex Mailands mit neun Museen und Kunstgalerien. Die Gemäldesammlung der Pinacoteca del Castello Sforzesco widmet sich Werken aus dem 15. bis 18. Jahrhundert, etwa von Canaletto, Tiepolo, Vincenzo Foppa, Tiziano Vecellio und Tintoretto. Herausragende Exponate sind Michelangelos letzte Skulptur Pietà Rondanini, Pala Trivulzio von Andrea Mantegna oder der Codex Trivulzianus, eine Sammlung wertvoller Manuskripte von Leonardo. Weitere Museen im Kastell sind u. a. das Museum für Kunst der Antike (Museo d’Arte Antica), das Archäologische Museum (Museo della Preistoria), das Ägyptische Museum, das Museum für Musikinstrumente und das Möbelmuseum.
Ein weiteres Archäologisches Museum (Museo Archeologico di Milano) besteht außerhalb des Castello Sforzesco. Es liegt in der Corso Magenta 15.
Im neoklassizistischen Gebäude der Villa Reale ist seit 1921 die Galerie für moderne Kunst eingerichtet. Das Museo del Novecento zeigt Werke des 20. Jahrhunderts, insbesondere des Futurismus und der Arte Povera, aber auch Zeitgenössische Kunst. Die Triennale ist ein Kunst- und Kulturzentrum in der größten Mailänder Parkanlage, dem Parco Sempione. Regelmäßig finden dort Ausstellungen und Veranstaltungen zu zeitgenössischem Design, Städtebau, Architektur, Musik und Medienkunst statt.

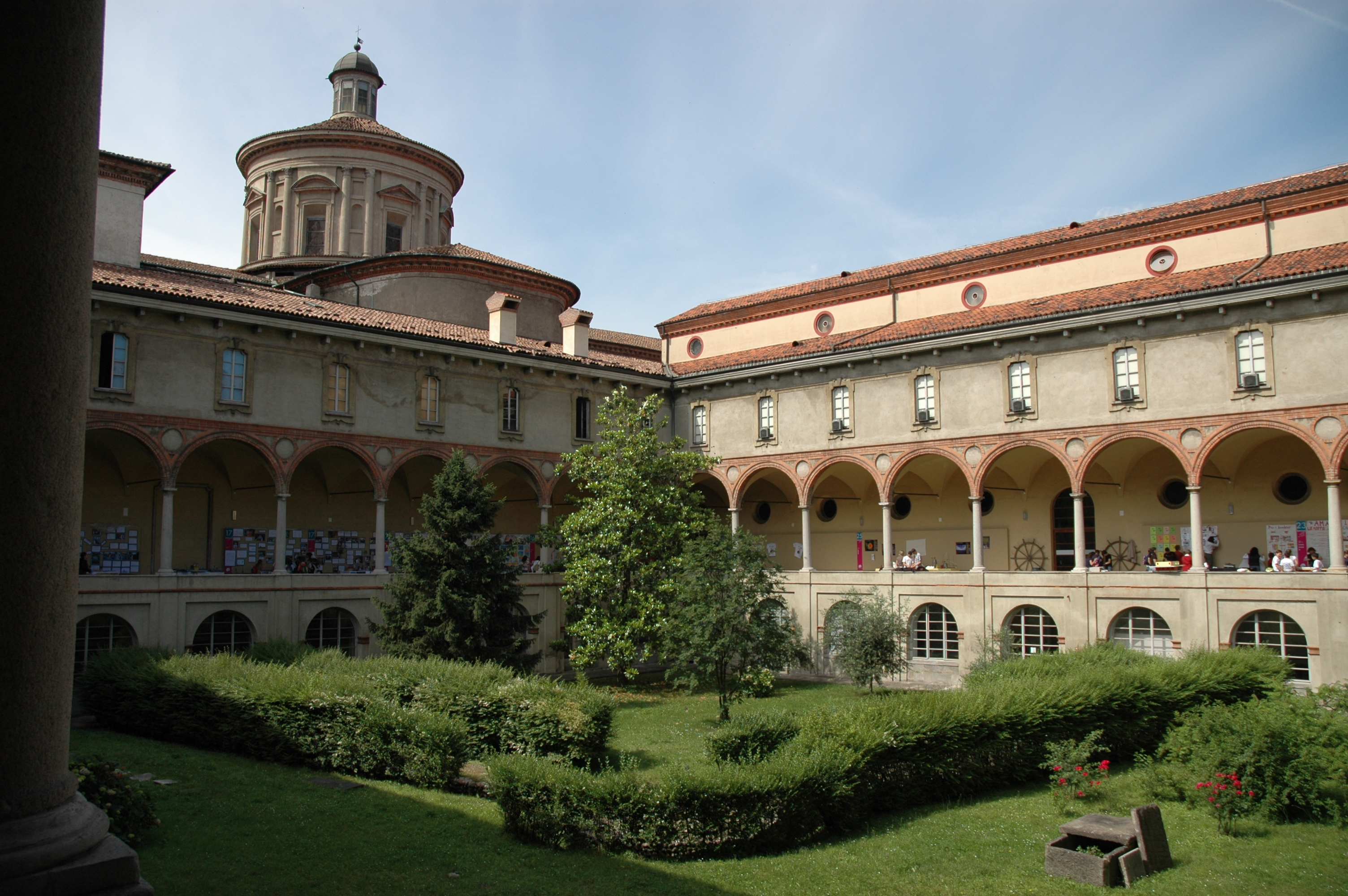
Nationalmuseum für Naturwissenschaft und Technik „Leonardo da Vinci“

Das Naturhistorische Museum Mailands wurde 1838 gegründet und zeigt Exponate aus der Naturgeschichte und Geologie auf rund 5.500 m² Ausstellungsfläche. Das Nationalmuseum für Naturwissenschaft und Technik „Leonardo da Vinci“ ist mit 25.000 m² Ausstellungsfläche das größte Technikmuseum Italiens. Dem Namenspaten Leonardo da Vinci ist ein separater Ausstellungsbereich gewidmet. Im Palazzo Moriggia ist ein Museo del Risorgimento eingerichtet, das Exponate aus der historischen Epoche des Risorgimento zeigt.
Das Museo delle Culture (Mudec) in der Via Tortona präsentiert auf dem Gelände der ehemaligen Ansaldo-Fabrik die ethnografische Sammlung der Stadt Mailand.
Im Museo diocesano wird unter anderem das Reliquiar von San Nazaro präsentiert.

### Musik und Theater

Das Teatro alla Scala, auch kurz die Scala, eines der bekanntesten und bedeutendsten Opernhäuser der Welt

Mailand ist als Zentrum für darstellende Künste bekannt. Viele einflussreiche Musiker und Komponisten wie Gioseppe Caimo, Giuseppe Verdi und Giulio Gatti-Casazza lebten oder arbeiteten in der Stadt.
Internationales Renommee genießt das Opernhaus Teatro alla Scala. Seit seiner Eröffnung im Jahr 1778 fanden zahlreiche Erstaufführungen einflussreicher Opern statt, beispielsweise Nabucco von Verdi, La Gioconda von Amilcare Ponchielli, Madama Butterfly und Turandot von Giacomo Puccini. Das traditionsreiche Piccolo Teatro di Milano war bei seiner Gründung das erste ständige Theater mit einem festen Ensemble in Italien.
Weitere große Theaterhäuser sind das Teatro degli Arcimboldi, das Teatro Dal Verme, das Teatro Lirico und das Teatro Regio Ducal. Seit 1993 besteht ein Sinfonieorchester, das regelmäßig im städtischen Konzerthaus Auditorium di Milano Fondazione Cariplo auftritt.

### Mode
Mailand zählt neben Paris, New York und London zu den weltweit führenden Modemetropolen und verfügt über eine traditionsreiche Mode-, Bekleidungs- und Textilindustrie. Viele bekannte italienische Modemarken wie Armani, Dolce & Gabbana, Gucci, Prada, Valentino und Versace sind in der Stadt beheimatet. Zu den bekannten Einkaufsstraßen zählen Via Monte Napoleone und Via della Spiga. Zweimal im Jahr findet die Mailänder Modewoche statt, die ein bedeutendes Ereignis in der internationalen Modeszene darstellt.

## Wirtschaft

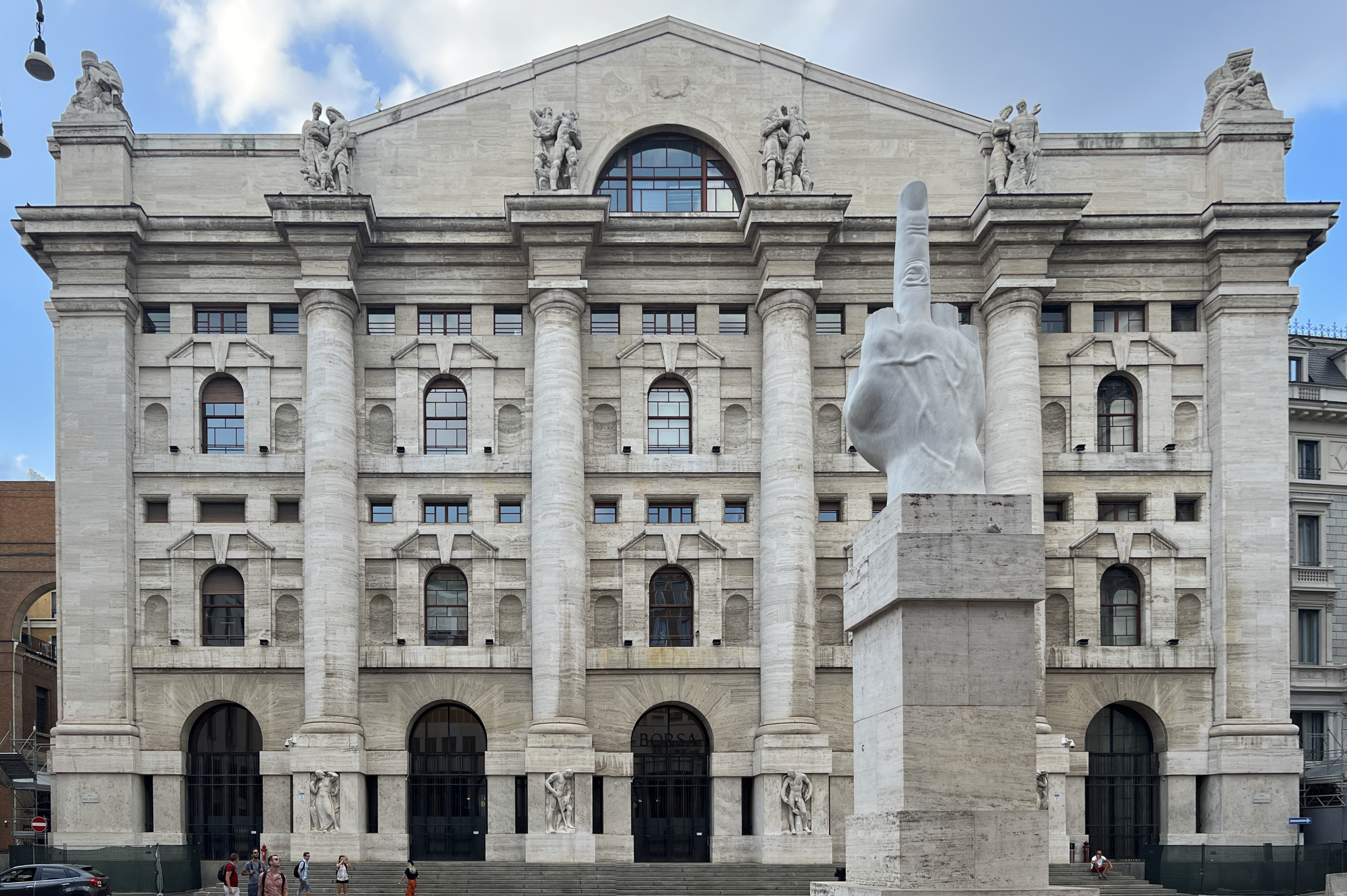
Palazzo Mezzanotte an der Piazza Affari, Sitz der Borsa Italiana

Mailand ist die führende Wirtschafts- und Industriestadt Italiens. Laut einer Studie aus dem Jahr 2014 erwirtschafte der Großraum Mailand ein Bruttoinlandsprodukt von 312,1 Milliarden US-Dollar (KKB). In der Rangliste der wirtschaftsstärksten Metropolregionen weltweit belegte er damit den 34. Platz. Das BIP pro Kopf betrug 41.147 US-Dollar. Von den 200 größten Unternehmen des Landes hat rund die Hälfte ihren Sitz in Mailand. Bedeutende Wirtschaftszweige sind die Automobilindustrie (u. a. mit den Unternehmen Alfa Romeo und Pirelli), die Mode- und Bekleidungsbranche, chemische Industrie, Medizintechnik und Biotechnologie, Maschinenbau und der Finanzsektor.
Als Sitz der Italienischen Wertpapierbörse (Borsa Italiana) und zahlreicher Banken (z. B. Banca Sistema, Banco BPM, FinecoBank, Mediobanca und Unicredit) sowie aufstrebender FinTechs (z. B. der Robo-Advisor Moneyfarm und das InsureTech Prima) ist die Stadt das Finanzzentrum des Landes. In einer Rangliste der wichtigsten Finanzzentren weltweit belegte Mailand den 61. Platz (Stand: 2018).
In Mailand sind die führenden italienischen Medienkonzerne (z. B. MFE – MediaForEurope), Verlage (z. B. Mondadori) und Nachrichtenagenturen beheimatet, u. a. die Zweigniederlassung des öffentlich-rechtlichen Rundfunks Italiens (RAI). Außerdem haben in den letzten Jahren viele nationale und internationale Internet-Dienstleister Niederlassungen in Mailand eröffnet, darunter AlterVista und Google. Internationale Messen sind zum Beispiel die SMAU für Computertechnik, EICMA für Motorräder oder die jährlich im April stattfindende Mailänder Möbelmesse, die größte und bedeutendste Möbelmesse weltweit. Einen bedeutenden Beitrag zur Wirtschaftsleistung liefert außerdem der Tourismus. 2010 registrierte die Stadt über 2,3 Millionen internationale Besucher.
In einer Rangliste der Städte nach ihrer Lebensqualität belegte Mailand im Jahre 2018 den 42. Platz unter 231 untersuchten Städten weltweit. Die Stadt lag damit einen Rang hinter London und einen vor Barcelona.

## Verkehr

### Fernverkehr
Autobahn
Mailand ist Italiens größter Verkehrsknotenpunkt. Hier kreuzen sich die Autobahnen A1 (nach Rom und Neapel), A4 (Turin–Triest), A7 (nach Genua) sowie die A8/A9 (Verbindung zur Schweiz). Sie münden allesamt in die Mailänder Ringautobahn, die sich aus den Autobahnen A50 (Westtangente), A51 (Osttangente) und A52 (Nordosttangente) zusammensetzt. Aufgrund von Luftverschmutzung und Verkehrsstaus wurde 2008 an Wochentagen eine City-Maut für Pkw, Lkw und Reisebusse eingeführt.
Eisenbahn

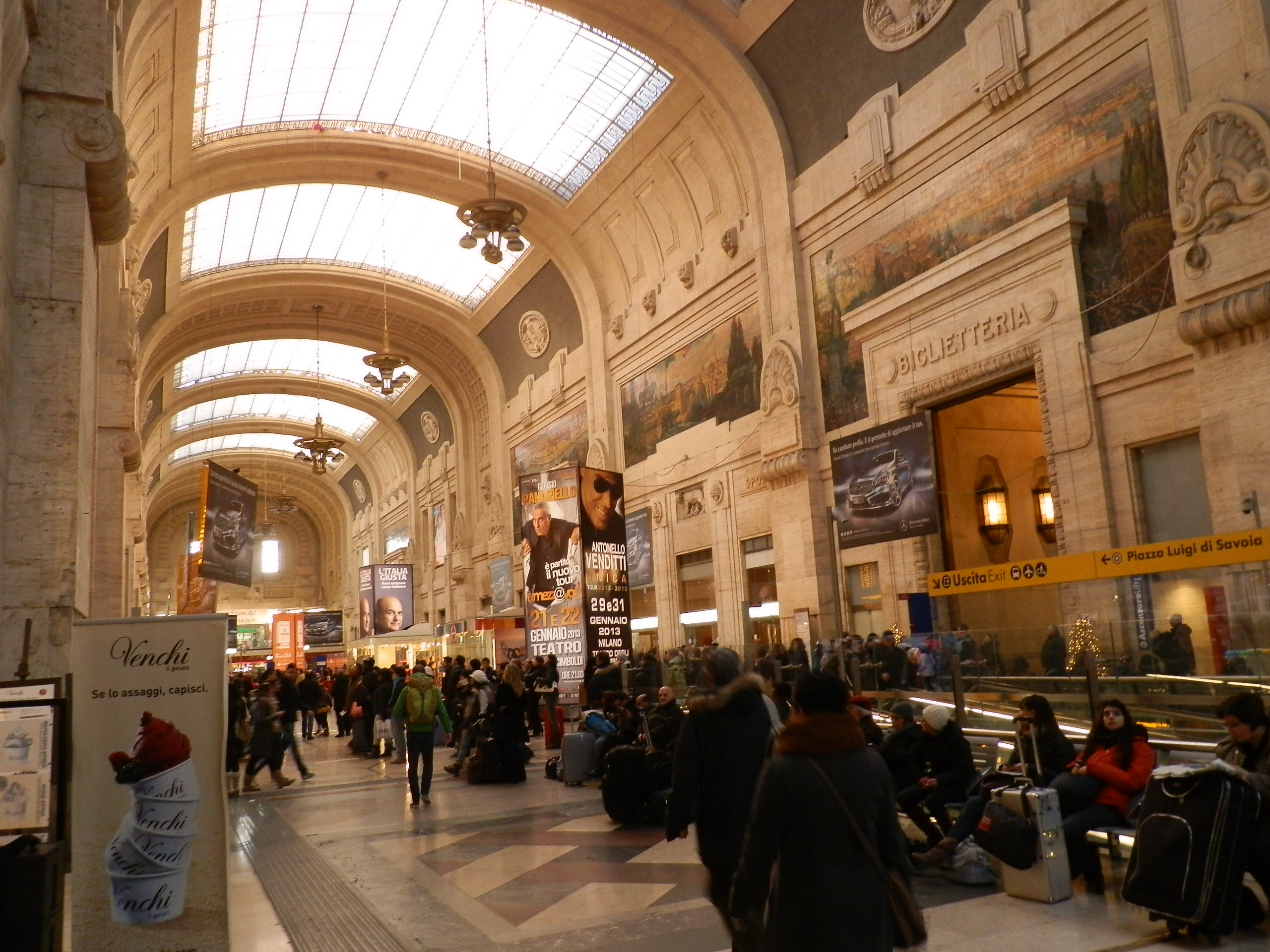
Bahnhof Milano Centrale

Der Eisenbahnknotenpunkt umfasst unter anderem den 1931 eröffneten monumentalen Kopfbahnhof Milano Centrale und im Osten an der Strecke nach Venedig einen großen Rangierbahnhof (Milano Smistamento). Weitere Fernbahnhöfe Mailands sind Milano Porta Garibaldi, Milano Rogoredo und Milano Lambrate. Auf Fernverkehrsebene sind von Mailand aus unter anderem Zürich, Rom und Neapel direkt erreichbar, auf regionaler Ebene besteht Anschluss an viele größere Städte Norditaliens wie Brescia und Bergamo.
Flugverkehr
Mailand wird durch die internationalen Flughäfen Linate und Malpensa einerseits sowie auch Orio al Serio bei Bergamo bedient. Malpensa stellt dabei ein interkontinentales Drehkreuz dar, während der sehr nah an der Innenstadt am Stadtrand gelegene Flughafen Linate überwiegend für den inländischen (insbesondere die Verbindung Mailand–Rom) und europäischen Flugverkehr genutzt wird. Der Flughafen Mailand-Bergamo in 45 km Entfernung von Mailand wird vor allem von Low-Cost-Airlines wie Ryanair angeflogen und von diesen meist als Mailand-Orio al Serio vermarktet.

### Nahverkehr

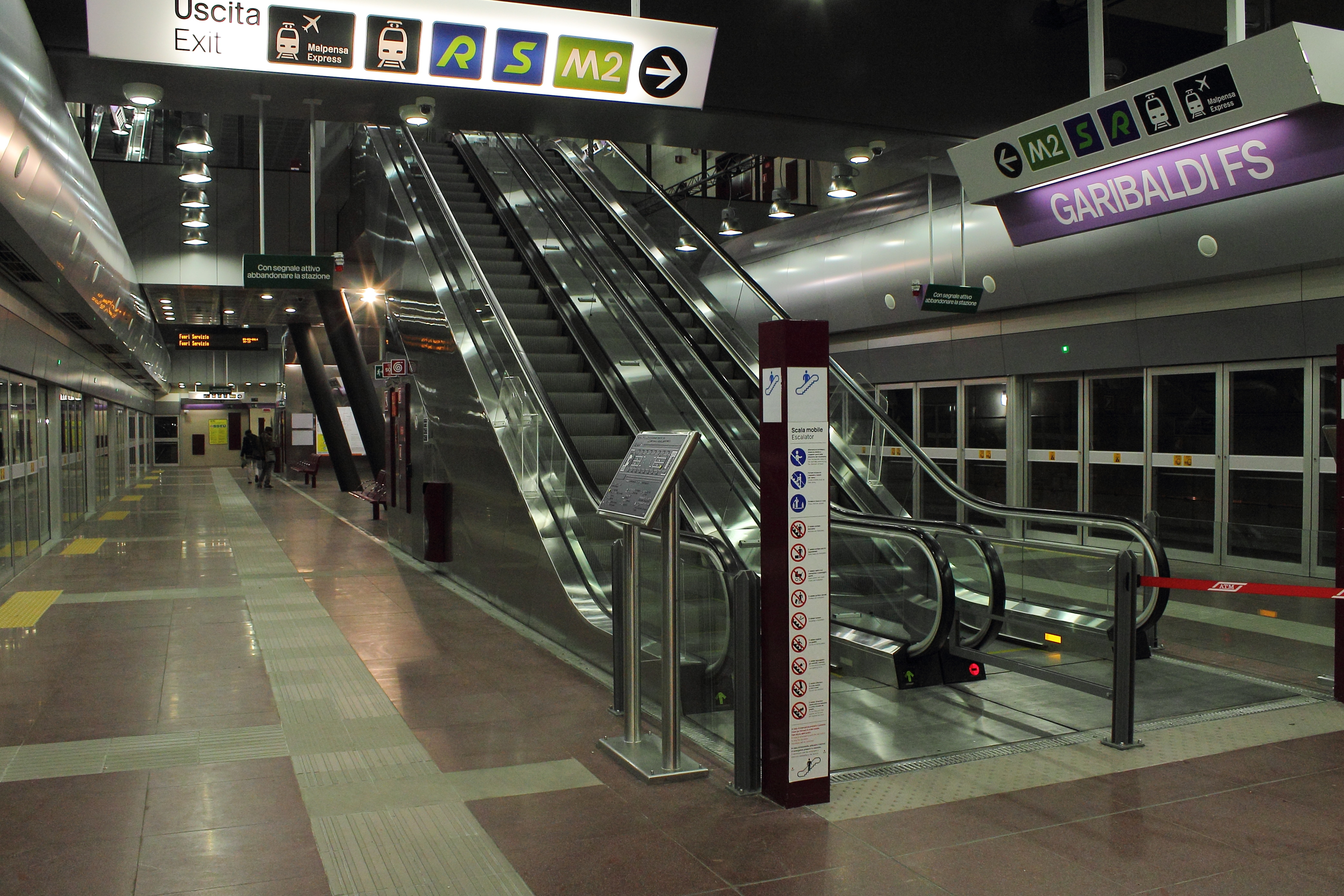
Metropolitana di Milano, Stazione Garibaldi

Die lombardische Eisenbahngesellschaft Trenord betreibt ein S-Bahn-Netz in der Metropolregion. Der öffentliche Personennahverkehr wird unter anderem durch die städtische Nahverkehrsgesellschaft ATM Milano durchgeführt.
Mit der Straßenbahn Mailand besitzt die Stadt eines der größten Straßenbahnnetze Europas. Mit dem sogenannten Typ 1928 sind in Mailand noch heute Vorkriegs-Straßenbahnwagen nach US-Bauart im Einsatz, gebaut zwischen 1928 und 1930. Ergänzt wird die Straßenbahn vom Oberleitungsbus Mailand.
Der Schienenschnellverkehr wird mit M-S-R gekennzeichnet – diese Buchstaben stehen für die U-Bahn (Metro), die S-Bahn (Linee Suburbane) und den Regionalverkehr.

### Radverkehr
Seit dem Jahr 2008 werden vermehrt Radwege in Mailand ausgebaut, um Stau und Luftverschmutzung zu bekämpfen. Während der COVID-Pandemie wurden 2020 weitere 35 km Pop-Up-Radwege kurzfristig eingerichtet, um entlang von Hauptachsen wie Corso Buenos Aires die U-Bahn zu entlasten. Die Radfahrer-Zahlen sind dadurch stark angestiegen (beispielsweise Corso Buenos Aires jetzt 10.000 Radfahrer am Tag, vorher 3000).

## Wissenschaft und Bildung

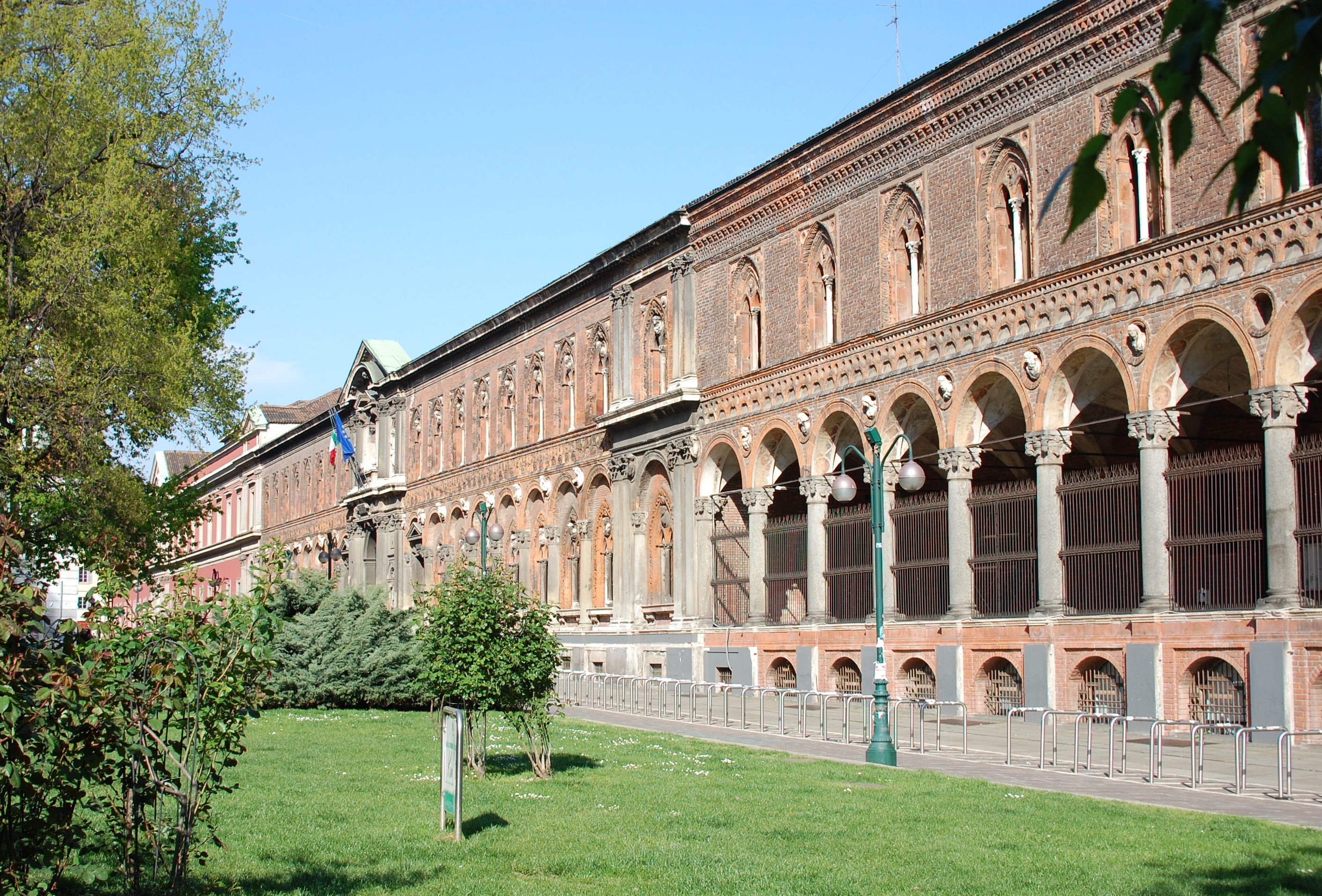
Hauptgebäude der Universität Mailand

An sieben Universitäten mit insgesamt 48 Fakultäten waren 2011 rund 185.000 Studenten eingeschrieben, das entspricht rund 11 % aller italienischen Studenten.
Die Technische Hochschule (Politecnico di Milano) ist die älteste Universität Mailands. Die 1863 gegründete Hochschule umfasst 16 Fachbereiche und neun angeschlossene Institute für Ingenieurwissenschaften, Architektur und Design. Mit rund 38.000 immatrikulierten Studenten ist sie die größte Technische Universität Italiens.
Die Universität Mailand, 1923 gegründet, stellt die größte Universität Mailands dar und umfasst neun Fakultäten mit 58 Fachbereichen und 48 Instituten. Sie ist die sechstgrößte Universität Italiens mit 60.000 eingeschriebenen Studenten und 2.500 Professoren.
Die private Wirtschaftsuniversität Luigi Bocconi bietet seit 1902 ein Studium der Wirtschafts- und Rechtswissenschaften an und bietet rund 12.800 Studenten einen Studienplatz. Die Katholische Universität vom Heiligen Herzen hat ihren Hauptsitz in Mailand und ist mit insgesamt 14 Fakultäten und ca. 42.000 immatrikulierten Studenten an fünf Standorten die größte private Universität Europas und die größte Katholische Universität weltweit.
Mailand besitzt außerdem bekannte Akademien und Kunsthochschulen. Die Mailänder Akademie für bildende Kunst gründete 1776 die österreichische Kaiserin Maria Theresia, die Neue Akademie für bildende Kunst ist die größte private Einrichtung ihrer Art in Italien. Das Conservatorio Giuseppe Verdi lehrt seit 1807 und ist heute mit 1700 Studenten und 240 Musiklehrern die größte Musikhochschule Italiens.

## Sport

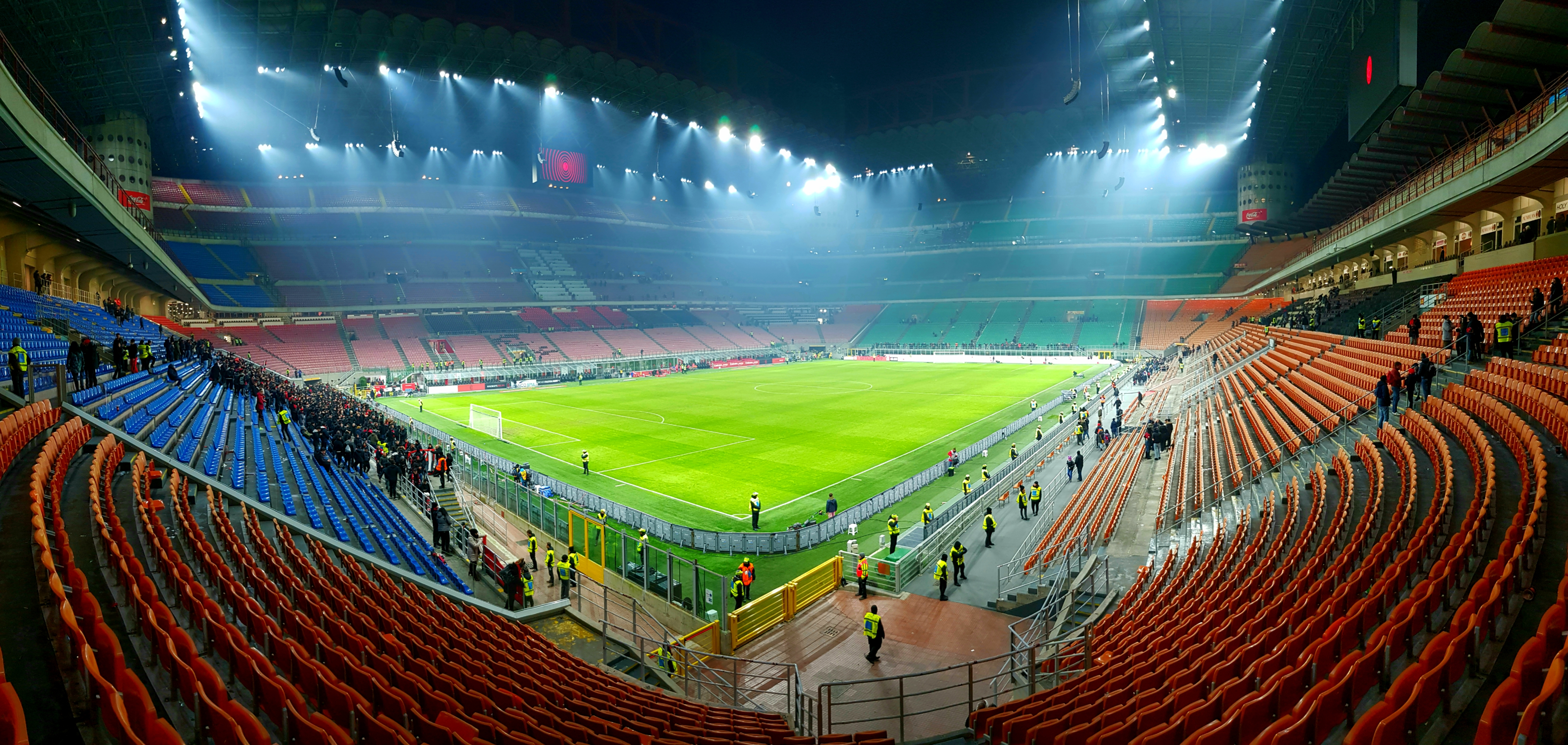
Stadio Giuseppe Meazza

Mailand ist die Heimat der Fußballklubs AC Mailand und Inter Mailand, die beiden Vereine spielen in der höchsten nationalen Spielklasse der Serie A, zählen zu den erfolgreichsten Fußballvereinen der Welt und sind Teil eines der bekanntesten Fußballderbys der Welt, dem Derby della Madonnina. Bis zum Endspiel der UEFA Champions League 2022/23 war Mailand die einzige Stadt, die zwei UEFA-Champions-League-Sieger beheimatet. Beide Vereine tragen ihre Heimspiele in dem im Stadtviertel San Siro gelegenen Giuseppe-Meazza-Stadion aus, das mit einer Kapazität von über 80.000 Plätzen zu den größten Europas zählt. Ein dritter Verein, der Brera Calcio, spielt in der Lega Nazionale Dilettanti und trägt seine Heimspiele in der Arena Civica aus.
Im vor allem in Norditalien populären Rugby wird Mailand von der Mannschaft der Amatori Rugby Milano vertreten, die mit 18 Meisterschaftssiegen Rekordhalter der Campionato di Eccellenza ist. Im Basketball ist Olimpia Milano mit 26 nationalen Titelgewinnen und dreimaligen Gewinnen des Europapokals der Landesmeister in Italien führend. Auch im Eishockey dominieren Mailänder Mannschaften: insgesamt acht verschiedene Teams holten 32 Meisterschaften in die Stadt.
Die bekannte Rennstrecke in Monza, auf der unter anderem einmal jährlich die Formel 1 zu Gast ist, liegt nördlich der Stadt.
Mit dem Giro d’Italia endet das größte und wichtigste Straßenradrennen Italiens traditionell mit wenigen Ausnahmen in Mailand. Zudem wird mit Mailand–Sanremo das längste Eintagesrennen im Profi-Radsport (rund 300 Kilometer) im Zentrum der Stadt gestartet. Mit der Lombardei-Rundfahrt begann die Geschichte eines weiteren Monuments des Radsports in Mailand, ehe das Eintagesrennen Anfang der 1990er Jahre in die nördlicheren Städte Como und Bergamo verlegt wurde.

### Olympische Winterspiele 2026
Mailand ist zusammen mit Cortina d’Ampezzo Austragungsort der XXV. Olympischen Winterspiele 2026.

## Partnerstädte
Mailand listet folgende fünfzehn Partnerstädte auf:
| Stadt             | Land                   | seit |
| ----------------- | ---------------------- | ---- |
| Bethlehem         | Palästina              | 2000 |
| Birmingham        | Vereinigtes Königreich | 1974 |
| Chicago           | Vereinigte Staaten     | 1973 |
| Daegu             | Südkorea               | 2015 |
| Dakar             | Senegal                | 1974 |
| Frankfurt am Main | Deutschland            | 1969 |
| Krakau            | Polen                  | 2003 |
| Lyon              | Frankreich             | 1967 |
| Melbourne         | Australien             | 2004 |
| Osaka             | Japan                  | 1981 |
| Sankt Petersburg  | Russland               | 1967 |
| São Paulo         | Brasilien              | 1961 |
| Shanghai          | Volksrepublik China    | 1979 |
| Tel Aviv-Jaffa    | Israel                 | 1997 |
| Toronto           | Kanada                 | 2003 |

1. ↑  Die Partnerschaft mit Sankt Petersburg ist laut Beschluss des Mailänder Gemeinderats vom 22. November 2012 aus Protest gegen die dort geltenden Gesetze gegen „homosexuelle Propaganda“ ausgesetzt.

## Politik

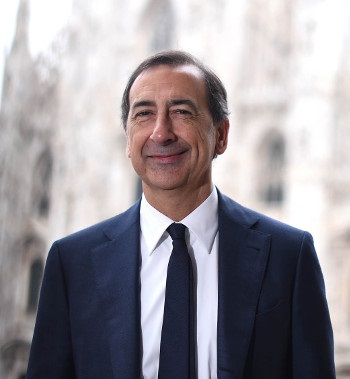
Der seit 2016 amtierende Bürgermeister Giuseppe Sala

Die Legislative bildet ein Stadtrat (Consiglio Comunale) aus 48 Abgeordneten, die alle fünf Jahre gewählt werden. Ein Magistrat (Giunta Comunale) stellt die Exekutive dar. Die 16 Assessoren oder Beigeordneten der Stadtregierung werden vom direkt gewählten Bürgermeister bestimmt. Der parteilose Linke Giuliano Pisapia beendete mit seiner Wahl 2011 eine längere Regierungszeit der rechtspopulistischen Lega Nord und Forza Italia, die von 1993 bzw. 1997 bis 2011 den Bürgermeister stellten. Zur Wiederwahl 2016 trat er nicht mehr an, an seiner Stelle wurde der Mitte-Links-Politiker Giuseppe Sala gewählt, der im März 2021 den Grünen beitrat. Bei der Bürgermeisterwahl 2021 wurde Sala mit knapp 58 Prozent im ersten Wahlgang wiedergewählt.

### Bürgermeister (Sindaci di Milano) von Mailand seit 1945
| Amtszeit  | Name              | Partei |
| --------- | ----------------- | ------ |
| 1945–1951 | Antonio Greppi    | PSI    |
| 1951–1961 | Virgilio Ferrari  | PSDI   |
| 1961–1964 | Gino Cassinis     | PSDI   |
| 1964–1967 | Pietro Bucalossi  | PSDI   |
| 1967–1976 | Aldo Aniasi       | PSI    |
| 1976–1986 | Carlo Tognoli     | PSI    |
| 1986–1992 | Paolo Pillitterri | PSI    |

| Amtszeit  | Name               | Partei        |
| --------- | ------------------ | ------------- |
| 1992–1993 | Giampiero Borghini | PSI           |
| 199300000 | Claudio Gelati     | kommissarisch |
| 1993–1997 | Marco Formentini   | LN            |
| 1997–2006 | Gabriele Albertini | FI            |
| 2006–2011 | Letizia Moratti    | FI            |
| 2011–2016 | Giuliano Pisapia   | parteilos     |
| 2016–0000 | Giuseppe Sala      | EV            |

Als Hauptstadt der Lombardei ist Mailand auch Sitz vieler regionaler Institutionen. Der Regionalrat, also die Volksvertretung der Lombardei, hat seinen Sitz im Pirelli-Hochhaus, in dem bis 2011 auch die Verwaltung der Region ansässig war. Diese hat seitdem ihren Sitz im Palazzo Lombardia, dessen Eigentümerin sie auch ist.

## Persönlichkeiten
Bekannte Persönlichkeiten der Stadt sind in der Liste von Persönlichkeiten der Stadt Mailand aufgeführt. Dazu zählen unter anderem der Publizist und Politiker Ernesto Teodoro Moneta, der Komponist Nino Rota, der Politiker Silvio Berlusconi, der Pianist Maurizio Pollini sowie der im Herzogtum Mailand tätige Maler, Ingenieur und Naturphilosoph Leonardo da Vinci.